# Irene Vázquez Mier
Irene Vázquez Mier (1924 - 2021) fou una psicòloga i promotora de la formació de directius, d'origen asturià.
En reconeixement d'una molt destacada trajectòria dins la qual, singularment a partir de la fundació de l'Escola d'Alta Direcció i Administració (EADA) l'any 1957, la seva tasca ha marcat un estil en el desenvolupament de la formació dels directius d'empresa, en la inserció de la dona en el món d'avui i en el progrés econòmic i social. Per tot això el 2003 li fou atorgada la Creu de Sant Jordi.